# Synagoga Chabad-Lubawicz w Călărași
Synagoga Chabad-Lubawicz w Călărași – żydowska bóżnica istniejąca w Călărași w Mołdawii przy ul. Aleksandr czel Bun 161.
Powierzchnia jednopiętrowego budynku wynosi ok. 300 metrów kwadratowych. Synagoga została wzniesiona w połowie XIX wieku i funkcjonowała do 1940 roku, gdy władze radzieckie przekształciły ją w archiwum. Obecnie znajduje się w stanie ruiny.